# Gilles Pagnon
Pas d'image ? Cliquez ici

a Compétitions nationales et continentales officielles uniquement.

b Matchs officiels uniquement.
Dernière mise à jour le 25 janvier 2025.
Gilles Pagnon, né le 20 février 1984, est un joueur de rugby à XV évoluant au poste de centre (1,77 m pour 84 kg). Il représente au niveau international l'équipe d'Allemagne entre 2010 et 2012.